# Isolation (episodio de Wilfred)
«Isolation» (En español «Aislamiento») es el décimo episodio de la primera temporada de la serie de televisión de humor negro Wilfred. Se estrenó originalmente en FX el 18 de agosto de 2011 en los Estados Unidos. En el episodio Wilfred se preocupa por la tendencia de Ryan de quedarse en soledad.

## Cita del comienzo
"El aislamiento es un sueño autodestructivo"
Carlos Salinas de Gortari

## Argumento
Por la mañana, Jenna invita a Ryan a que asista a la reunión anual de vecinos en el vecindario. Más tarde mientras pasean, Wilfred comenta con Ryan que está siendo muy aislativo y todos sus vecinos piensan que es muy raro, y lo convence de que el vecindario es como una manada que se cuidan los unos a los otros, él dice que cuida y quiere a cada uno de los integrantes de la "manada" a excepción de uno, Andy, quién es un niño del vecindario que juega bromas pesadas con Wilfred. Durante su paseo, Wilfred orina a un Vagabundo en la cara, Ryan trata de detenerlo, pero Wilfred dice que no es una falta de respeto, si no que lo marca como parte de la comunidad, e incluso lo conoce como "Cara-sucia". En el sótano, Ryan dice que no quiere ir a la reunión anual, y Wilfred trata de convencerlo, pero no tiene mucho éxito. En un sueño de Ryan, se ve cómo él tiene problemas para socializar con los vecinos, Al despertar se encuentra con un martillo en la mano izquierda mientras que la derecha la tiene con una venda y parece sangrarle, en ese momento Jenna llama a la puerta y ella le dice que durante la reunión hubo un robo masivo en los automóviles, y todos los vecinos creen que fue Ryan, debido a que fue el único que no asistió a la reunión.
Más tarde, comienzan a molestarlo. Wilfred siembra la duda en Ryan, argumentando que las cannabis que ingirió lo hicieron olvidarse de lo que pasó, aparte añade el hecho de tener una mano vendada, pero Wilfred comienza a reír por lo que Ryan sospecha que es otra mentira más de Wilfred. Lo comprueba cuando se quita la venda y descubre que no tiene herida alguna, solo un pene que Wilfred dibujó en su mano. Wilfred lo convence una vez más de que asista a cualquier evento que se organice en su calle. Por eso asiste a la fiesta de cumpleaños de Andy, pero todos lo acusan de ladrón. Jenna es la única que se alegra de que asista a la fiesta. Wilfred lo trata de ayudar a conocer a las personas, y le presenta a Gene, un señor de la Tercera edad pero Ryan hace un comentario incómodo por lo que Gene se retira al igual que Ryan. Cuando se dirige a su casa se encuentra con "Cara-sucia" quien está husmeando su basura. Él le platica que llegó en 1977 ahí y no hablaba muy bien el idioma al igual que no tenía amigos, por eso entró en depresión, y termina diciendo que cuando fallezca será como si nunca hubiera estado ahí. Ryan asimila que es el futuro que le espera, pero el vagabundo le dice que no debe ser así, tiene que conectarse con otros humanos. Wilfred lo llama para que se reúna de nuevo a la fiesta y Ryan se despide de él llamándolo Cara-sucia, por lo que provoca el enojo de él. Poco después se comienzan a escuchar patrullas. Al acercarse se entera de que encontraron algunas de las cosas robadas en los juguetes de Andy, por lo cual se lo llevan a la comisaría. El Sr. Patel se disculpa con Ryan.
En la mañana siguiente mientras hace ejercicio, Ryan ve cómo la madre de Andy está muy triste por las acciones de su hijo. Maggie, una vecina que había insultado a Ryan por creer que él se había robado las cosas, le pide disculpas y lo invita a cenar. Ryan le comenta a Wilfred que se siente bien estar aceptado por la comunidad, pero no lo disfruta a expensas de un niño inocente, es ahí cuando Ryan le comenta sobre la manada, que se cuidan los unos a los otros, Wilfred acepta haber dicho esas palabras y le da la opción de que vaya con todos los vecinos y que les diga que fue él, y no Andy quién robo las cosa, Ryan decidido se dirige a la casa de Andy, donde la mamá del niño discute con el señor Patel, cuando Ryan llega con ellos dos, se escucha un grito y cuando acuden al lugar, se encuentran con el vagabundo conocido por cara-sucia tirado en el piso, Ryan le toma el pulso y avisa que está muerto, Wilfred "ocasionalmente" encuentra las cosas robadas en las pertenencias del vagabundo, todos se dan cuenta de que fue él quién realmente robo todo, Ryan está a punto de decir la verdad, pero Wilfred le dice a él que es el miembro más importante de su manada, y no sabría que hacer sin él, por eso Ryan finalmente decide no decir nada. Días después, lo visitan a su tumba, donde Ryan agradece la lección que él le dio, y ambos orinan su tumba en señal de respeto.

## Recepción

### Audiencia
En su estreno original por FX en los Estados Unidos, Tvbynumbers anunció que el episodio fue visto por 1.04 millones de espectadores.

### Recepción crítica
Dan Forcella de Tv Fanatic dio al episodio un 4.0 sobre 5.0 comentando: ""Isolation" era mucho menos monumental en la mitología Wilfred mostrada en  "Compassion", pero sin duda se centró en lo que este espectáculo tiene que ver: la unión entre un hombre y su perro.
Rowan Kaiser de The A.V club dio al episodio una "B+" comentando: "Un episodio especialmente gracioso. Las mejores partes, especialmente si usted ha tenido un perro demasiado entusiasta, provienen de la batalla de Wilfred con el niño "brujo" que se mantiene engañándolo. Pero yo creo que es una Wilfred potencialmente importante, ya que puede introducir una expansión desesperadamente necesaria del universo del espectáculo."